# Никола Саркози
Никола Пол Стефан Саркози де Нађ-Боча (фр. Nicolas Paul Stéphane Sarközy de Nagy-Bocsa; Париз, 28. јануар 1955) француски је политичар, бивши председник Републике Француске и ко-кнез Андоре, као и председник конзервативне партије Унија за народни покрет. Бивши је министар унутрашњих послова Француске (до 26. марта 2007). Надимак му је Сарко.
На председничким изборима 2007. године Саркози је победио Сеголен Роајал у другом кругу председничких избора са 53% гласова. Дана 6. маја 2007. године наследио је Жака Ширака поставши 23. председник Француске.
На председничким изборима 2012. године Саркози је изгубио од Франсоа Оланда у другом кругу председничких избора са разликом од 3% гласова. После ових избора повукао се из политичког живота.

## Порекло
Рођен је 28. јануара 1955. године у Паризу. Никола Саркози је други син оца мађарског племића Пала Иштвана Ерна Саркозија де Нађ-Боче и мајке Францускиње Андрее Мала.
Деда по мајци Николе Саркозија био је Арон Малах, ладински Јеврејин, по струци лекар, пореклом из Солуна у Грчкој. Његова супруга (Саркозијева баба) је била Францускиња Адел Бувије (Adèle Bouvier) која је била католичке вере, под чијим утицајем је и сам Арон прешао у католицизам. Живели су у француском граду Лиону и имали две кћерке - Сузану и Андре, која је заправо мајка француског председника.

## Образовање
Никола Саркози је основну школу учио у Паризу у школи Chaptal de Neuilly. Године 1967. је понављао шести разред, након чега се уписао у приватну школу Saint-Louis de Monceau, где је стекао и средње образовање 1973. године. Годину дана касније постао је члан политичке партије Унија Демократа за Републику.
Никола Саркози се образовао за адвоката и студирао је на Универзитету Париз 10 у Нантеру. Није успео да заврши школу за спољну политику због недовољног познавања енглеског језика.

## Председник Француске

### Инаугурација
Дана 6. маја 2007. Никола Саркози је постао шеста особа која је изабрана за председника Пете републике (која је основана 1958) и 23. председник у историји Француске.
Званични пренос власти са Ширака на Саркозија обављен је 16. маја у 11:00 (9:00 UTC) у Јелисејској палати, где су му дате шифре овлашћења француског нуклеарног арсенала. Поподне је нови председник одлетео у Берлин да се састане са немачком канцеларком Ангелом Меркел.
Под Саркозијевом владом, Франсоа Фијон је заменио Доминика де Вилпена на месту премијера. Саркози је именовао Бернара Кушнера, левичарског оснивача Лекара без граница, за свог министра спољних послова, што је довело до избацивања Кушнера из Социјалистичке партије. Поред Кушнера, још три министра Саркозија су са левице, укључујући Ерика Бесона, који је био економски саветник Сеголен Роајал на почетку њене кампање. Саркози је такође именовао седам жена да формирају укупан кабинет од 15; једна, министарка правде Рашида Дати, прва је жена северноафричког порекла која служи у француском кабинету. Од њих 15, двоје је похађало елитну Ecole nationale d'administration (ЕНА). Министри су реорганизовани, контроверзним стварањем „Министарства за имиграцију, интеграцију, национални идентитет и заједнички развој“—дато његовој десној руци Брису Хортефеук—и „Министарства буџета, јавних рачуна и цивилне администрације“ —уручено Ерику Верту, требало би да припреми замену само трећине свих државних службеника који одлазе у пензију. Међутим, након парламентарних избора одржаних 17. јуна, кабинет је прилагођен на 15 министара и 16 заменика министара, укупно 31 званичник.
Саркози је прекинуо обичај амнестије саобраћајних казни и ослобађања хиљада затвореника из претрпаних затвора на Дан Бастиље, традиције коју је Наполеон започео 1802. у знак сећања на освајање Бастиље током Француске револуције.
Током 2007. и 2008. године, француски председник Никола Саркози, канадски премијер Стивен Харпер и премијер Квебека Жан Шарест сви су говорили у корист споразума о слободној трговини између Канаде и ЕУ. У октобру 2008. Саркози је постао први француски председник који се обратио Народној скупштини Квебека. У свом говору је говорио против сепаратизма Квебека, али је признао Квебек као нацију унутар Канаде. Рекао је да је Француској Канада пријатељ, а Квебек породица.

### Ослобађање талаца
Убрзо након ступања на дужност, Саркози је започео преговоре са колумбијским председником Алваром Урибеом и левичарским герилским FARC-ом, у вези са ослобађањем талаца које држи побуњеничка група, посебно француско-колумбијске политичарке Ингрид Бетанкур. Према неким изворима, сам Саркози је тражио од Урибеа да ослободи FARC-овог „канцелара“ Родрига Гранду.
Штавише, он је 24. јула 2007. објавио да су француски и европски представници добили изручење бугарских медицинских сестара заточених у Либији својој земљи. У замену је са Муамером Гадафијем потписао пактове за безбедност, здравствену заштиту и имиграцију—и 230 милиона долара (168 милиона евра) за продају противтенковских пројектила МИЛАН. Уговор је први склопила Либија од 2004. године, а преговарао је са MBDA, подружницом EADS-а. Према Триполију, са EADS-ом би био потписан још један уговор од 128 милиона евра за ТЕТРА радио систем. Социјалистичка партија (ПС) и Комунистичка партија (ПЦФ) критиковале су „државну аферу“ и „размену“ са „одметничком државом“. Лидер ПС Франсоа Оланд затражио је отварање парламентарне истраге.

### Зелена политика
Дана 8. јуна 2007. године, током 33. самита Г8 у Хајлигендаму, Саркози је поставио циљ да смањи француску емисију ЦО2 за 50 процената до 2050. како би спречио глобално загревање. Затим је гурнуо социјалисту Доминика Строс-Кана за европског кандидата за Међународни монетарни фонд (ММФ). Критичари су тврдили да је Саркози предложио да се именује Строс-Кан за генералног директора ММФ-а како би Социјалистичку партију лишио једне од њених популарнијих личности.
Године 2010, студија универзитета Јејл и Колумбија рангирала је Француску као земљу која највише поштује животну средину Г20.

### Економска политика
Унија за народни покрет (UMP), Саркозијева странка, освојила је већину на парламентарним изборима у јуну 2007. године, иако мање од очекиваног. У јулу је већина UMP-а, подржана од стране Нуво центра, ратификовала једно од Саркозијевих изборних обећања, које је било делимично укидање пореза на наследство. Порез на наследство је раније давао 8 милијарди евра прихода.
Саркозијева UMP већина припремила је буџет који је смањио порезе, посебно за људе из више средње класе, наводно у настојању да подстакне раст БДП-а, али није смањио државне расходе. Због тога га је критиковала Европска комисија.
Дана 23. јула 2008. парламент је изгласао „loi de modernisation de l'économie“ (Закон о модернизацији привреде) којим су олабављена ограничења на малопродајне цене и смањена ограничења за отварање предузећа. Влада је такође унела измене у дугогодишње француске прописе о радном времену, дозвољавајући послодавцима да преговарају о прековременом раду са запосленима и омогућавајући да сви радни сати након традиционалног француског 35-часовног радног времена буду ослобођени пореза.
Међутим, као резултат глобалне финансијске кризе која је достигла врхунац у септембру 2008. године, Саркози се вратио на државни интервенционизам својих претходника, изјављујући да је „Лесе фер капитализам готов” и осуђујући „диктатуру тржишта”. Суочен са сугестијом да је постао социјалиста, одговорио је: "Јесам ли постао социјалиста? Можда." Такође се обавезао да ће отворити 100.000 радних места које субвенционише држава.

### Безбедносна политика
Саркозијева влада је 7. августа 2007. издала декрет којим се генерализује програм добровољног биометријског профилисања путника на аеродромима. Програм, назван 'Парафес', требало је да користи отиске прстију. Нова база података била би међусобно повезана са Шенгенским информационим системом (SIS), као и са националном базом података о траженим лицима (FPR). Национална комисија за информатику и слободу (CNIL) протестовала је против ове нове уредбе, противећи се снимању отисака прстију и међусобној повезаности SIS-а и FPR-а.

### Уставна реформа
Француски парламент је 21. јула 2008. усвојио уставне реформе које је Саркози дао као једно од кључних обећања своје председничке кампање. Гласовало је 539 према 357, један глас више од тропетинске већине; промене још нису финализоване. Они би увели ограничење на два мандата за председништво и укинули председниково право на колективно помиловање. Они би омогућили председнику да се обрати парламенту на седници, а парламенту да одреди сопствени дневни ред. Они би парламенту дали вето на нека председничка именовања, док би укинули владину контролу над системом парламентарних одбора. Он је тврдио да ове реформе јачају парламент, док су га неки опозициони социјалистички посланици описали као „консолидацију монократије“.

### Спољна политика
Саркози хоће да се одреде будуће границе Европске уније, да би се тачно знало које државе имају право да буду чланице. Сматра да Турска не треба да буде чланица ЕУ, пошто се налази у Азији.
Никола Саркози је глобалиста и његова политика је окренута према САД, за разлику од Жака Ширака, који је више био окренут Азији. Са доласком Саркозија на власт, Француска је поправила захладнеле односе са САД, који су били угрожени пре свега због противљења Француске рату у Ираку.

### Војна интервенција у Либији
Званична посета Муамера Гадафија Николи Саркозију у децембру 2007. године изазвала је снажан талас протеста против председника у Француској.
У марту 2011, након што је критикован због неспремности да подржи египатску и туниску револуцију и убеђен од стране филозофа Бернара-Анрија Левија да се Француска активно ангажује против снага либијског лидера Муамера Гадафија, Никола Саркози је био међу првима. Шефови држава траже оставку Гадафија и његове владе, која је тада водила грађански рат у Либији. Никола Саркози је 10. марта 2011. дочекао у Јелисејској палати три емисара Либијског националног прелазног савета (ЛНПС), које му је довео Бернар-Анри Леви који је посредовао на састанку. Никола Саркози им је обећао да ће Гадафијевим авионима бити уведена зона забране летова. Обећао им је и француску војну помоћ. Дана 17. марта 2011. године, по налогу Француске, Савет безбедности Уједињених нација усвојио је резолуцију 1973, којом се дозвољава стварање зоне „забрана летења” изнад Либије и предузимање „неопходних мера” за заштиту цивилно становништво земље. Никола Саркози је 19. марта 2011. званично најавио почетак војне интервенције у Либији, уз учешће Француске. Већина француске политичке класе и јавног мњења позитивно је примила ове акције Николе Саркозија.
Комисија за спољне послове британског парламента је 2016. године објавила извештај у којем се наводи да је војна интервенција „заснована на погрешним претпоставкама“ да је претња масакра цивилног становништва „прецењена“ и да коалиција „није потврдила стварну претња цивилима“; Он такође верује да је истинска мотивација Николе Саркозија била да служи француским интересима и да „побољша своју политичку ситуацију у Француској“.

### Председничка кампања 2012.
Саркози је био један од десет кандидата који су се квалификовали за први круг гласања. Франсоа Оланд, кандидат Социјалистичке партије, добио је највише гласова у првом кругу избора одржаном 22. априла, а Саркози је био други, што значи да су обојица напредовали у други круг гласања 5-6. маја 2012. године. Саркози је изгубио у другом кругу и признао Оланду. Процењује се да је добио 48,38% у поређењу са Оландових 51,62%.

## Приватни живот
Никола Саркози је склопио први брак 23. септембра 1982. са Мари Доминик Кулиоли. Из тог брака има два сина: Пјер је рођен 1985. године, а Жан - 1987. Формални развод је уследио 1996. године, иако супружници тада већ пар година нису живели заједно.
Никола Саркози се 1996. године венчао са Сесилијом Сиганер Албениз, која је заправо била супруга једног његовог пријатеља. Њихов заједнички син Луј је рођен 1997. Сесилија је била изасланик свога мужа на преговорима о ослобађању бугарског медицинског особља у Либији 2007. Октобра исте године су се формално развели, док дуже време нису живели у заједници. Упркос њиховом брачном стању, Сесилија се појавила на прослави поводом избора Саркозија за председника у својству његове супруге.
Другог фебруара 2008. Никола Саркози се оженио италијанско-француском певачицом Карлом Бруни у Паризу. То је први пут да се један француски председник жени током свог мандата.